# Мъжделска река
Мъжделската река или Мъждел (на гръцки: Μούσδα, Мусда) е река в Егейска Македония, Северна Гърция.

## Път
Реката извира в Родопите, северозападно под граничния връх Картала (1801,8 m, гранична пирамида № 230) и тече на север под името Довачешме. При гранична пирамида № 227 завива на запад, а след няколко километра на юг. Приема два големи десни притока, наречени Куручай, след това десния Карадере, левия Дебреджилска река (Дебреджили), десния Кайнар и се влива в Места като ляв приток източно от Попово село (Пападес).

## Водосборен басейн
→ ляв приток, ← десен приток
- ← Куручай
- ← Куручай
- → Карадере
- ← Дебреджилска река
- ← Кайна (Еримоклисия)
- → Кайнар
- ← Корчай